# Cilibrina
Cilibrina é uma manifestação folclórica do município de Lagarto no estado brasileiro de Sergipe.

## Conceito
É uma comemoração antecipada da festa junina, para alguns é até uma brincadeira eletrizante comemorando a chegada das festas juninas. A cilibrina é comemorada na noite do dia 31 de maio. É uma manifestação popular regada de muita festa, com zabumba e queima de fogos, esta comemoração acontece na região Nordeste, principalmente nos estados de Sergipe e Bahia.
No estado da Bahia destaca-se a cidade de Cruz das Almas onde é realizada a maior guerra de espada.
Em Sergipe é comemorado principalmente nas cidades de Estância e Lagarto onde concentra-se a maior produção de fogos de artifício de todo o estado.
Em Lagarto, é comemorada a mais de 80 anos e é organizada pelos fogueteiros: Zé Canuto, Dedé Fogueteiro, Canuto Filho, Sr. Defino, Hamilton Prata e Domingos da Colônia Treze.
A cilibrina é acompanhada pela banda de pífano e zabumbas de Zé Terreno e regada com muita cachaça.

### Guerra de espadas e buscapés
As espadas e buscapés são artefatos que tem como composição enxofre, carvão de quarana, cera de abelha, óleo de coco, parafina, barro, pólvora, salitre, além de bambu maduro, sisal, breu e cordão.

### Subida do mastro
O mastro é um tronco grande, retirado no dia anterior da cilibrina ou seja, saem um grande número de pessoas em busca de uma árvore onde todos os participantes juntos com a banda de pífano vão retirar da mata e trazem para o ponto de encontro da cilibrina.
Já na vizinha cidade de Estância além da guerra de buscapés também é promovida pelos fogueteiros a famosa corrida de barcos de fogo que são pequenos barcos movidos pela queima da pólvora nos cabos de aço nos quais disputam em forma de corrida.
Apesar de anos de tradição, já houve várias tentativas de alguns políticos, moradores e até promotores proibir a queima de espadas e buscapés nas principais ruas de Lagarto, porém ainda a tradição continua e traz uma eletrizante adrenalina a quem participa da brincadeira.